# Preghiera di Azaria e Cantico dei tre giovani nella fornace
La Preghiera di Azaria e il Cantico dei tre giovani nella fornace sono due cantici in greco composti verso la metà del II secolo a.C. da un autore ebreo anonimo, forse su un prototesto ebraico perduto.
Rappresentano una aggiunta del testo del Libro di Daniele della Settanta rispetto alla versione ebraica del testo masoretico, conservata poi nella Vulgata e nella tradizione cristiana (cattolica o ortodossa). Nelle attuali bibbie cattoliche sono inseriti dopo il versetto 3,23, introdotti e raccordati da alcuni versetti di collegamento:
- Dan 3,26-45[1]: Preghiera di Azaria (nome greco, Abdenego nel testo ebraico)
- Dan 3,52-90[2]: Cantico dei tre giovani (Sadrach, Mesach e Abdenego) nella fornace a Babilonia VI secolo a.C.

Sono considerati canonici dalla Chiesa cattolica e Ortodossa, mentre per le chiese protestanti rappresentano un'aggiunta apocrifa.

## Premessa e contenuto

### Premessa

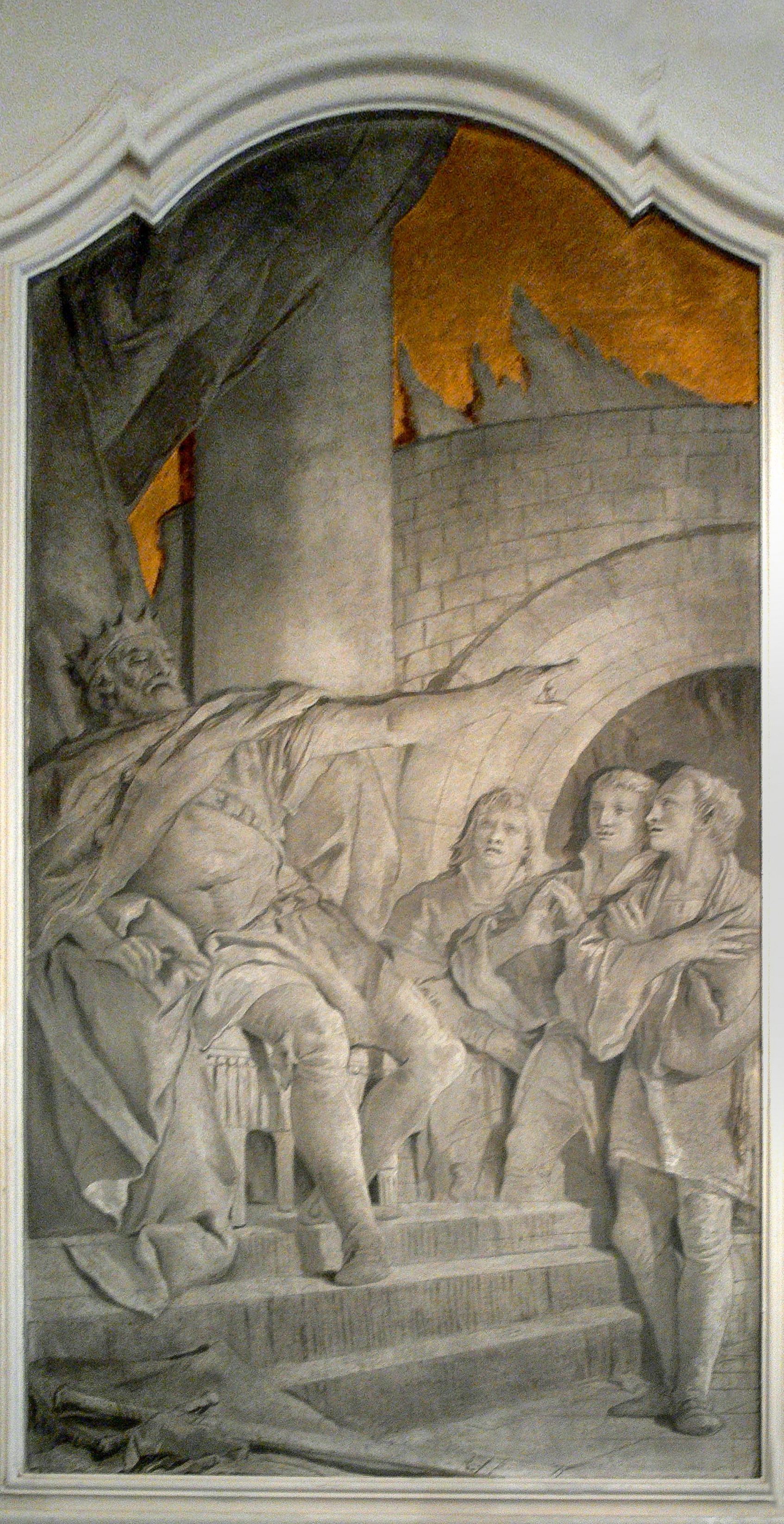
Giandomenico Tiepolo, Nabucodonosor condanna i tre fanciulli alla fornace, Udine, Oratorio della Purità

Come racconta il capitolo 3 del Libro di Daniele, Nabucodonosor II aveva fatto costruire una gigantesca statua presso Dura, e alla cerimonia di inaugurazione alla quale presenziarono tutti i dignitari del regno, l'ordine fu di prostrarsi in adorazione della statua non appena avessero suonato gli strumenti (corno, zampogna, cetra, salterio ...). Chiunque non si fosse prostrato, sarebbe stato gettato nelle fiamme di una fornace ardente, per punizione. (Dan 3,1-7)
Alcuni Caldei si fecero avanti presso Nabucodonosor per accusare tre giudei che erano funzionari della provincia di Babilonia: Azaria, Anania e Misaele, chiamati con il loro nome caldeo di Sadrach, Mesach e Abdenego, scelto per loro da Asfenaz, funzionario di corte del re Nabucodonosor. Il re, accertatosi che i tre, da bravi ebrei, non si sarebbero mai prostrati ad adorare gli idoli, e sarebbero rimasti ad adorare il Dio d'Israele, ordinò di bruciarli. E, siccome essi ostentavano di potersi liberare per mezzo del Signore, ordinò di alimentare la fornace sette volte più del solito. Tuttavia, gli stessi azionatori della fornace rimasero bruciati. (Dan 3,8-22)

### Contenuto
Daniele racconta che i tre "passeggiavano in mezzo alle fiamme, lodavano e benedicevano il Dio d'Israele" (Dan 3,22). Il primo a parlare fu Azaria, che innalzò una lunga preghiera di lode e ringraziamento a Dio. Terminata la preghiera del giovane, Nabucodonosor ordinò di alimentare ulteriormente la fiamma (oltre 49 cubiti) che di risposta brucia i Caldei che si trovavano vicino alla fornace. Quindi "l'angelo del Signore, che era sceso con Azaria e con i suoi compagni nella fornace, allontanò da loro la fiamma del fuoco e rese l'interno della fornace come un luogo dove soffiasse un vento pieno di rugiada. Così il fuoco non li toccò affatto, non fece loro alcun male, non diede loro alcuna molestia". (Dan 3,49-50). Per questo grande prodigio, i tre giovani lodano e benedicono il Signore Dio d'Israele con una lunga e ripetitiva formula, che costituisce il cantico.

### Conseguenze
Visti i miracoli compiuti dal Signore e i quattro giovani (Nabucodonosor vede anche l'angelo) che non bruciavano in mezzo alla fornace ardente, si convince della potenza del Dio d'Israele, lo riconosce e ordina addirittura di uccidere chiunque non professi la fede ebraica, manifestando una plenaria conversione. Come ricompensa, i tre giovani sono promossi nelle loro cariche pubbliche in Babilonia.

## Testo italiano
È qui di seguito riportato solo il testo della preghiera e del cantico.

### Preghiera di Azaria
«Benedetto sei tu, Signore Dio dei nostri padri;

degno di lode e glorioso è il tuo nome per sempre.
Tu sei giusto in tutto ciò che hai fatto;

tutte le tue opere sono vere,

rette le tue vie e giusti tutti i tuoi giudizi.
Giusto è stato il tuo giudizio

per quanto hai fatto ricadere su di noi

e sulla città santa dei nostri padri, Gerusalemme.
Con verità e giustizia tu ci hai inflitto tutto questo

a causa dei nostri peccati,

poiché noi abbiamo peccato, abbiamo agito da iniqui,

allontanandoci da te, abbiamo mancato in ogni modo.

Non abbiamo obbedito ai tuoi comandamenti,

non li abbiamo osservati, non abbiamo fatto

quanto ci avevi ordinato per il nostro bene.
Ora quanto hai fatto ricadere su di noi,

tutto ciò che ci hai fatto, l'hai fatto con retto giudizio:

ci hai dato in potere dei nostri nemici,

ingiusti, i peggiori fra gli empi,

e di un re iniquo, il più malvagio su tutta la terra.

Ora non osiamo aprire la bocca:

disonore e disprezzo sono toccati ai tuoi servi,

ai tuoi adoratori.
Non ci abbandonare fino in fondo,

per amore del tuo nome, non rompere la tua alleanza;

non ritirare da noi la tua misericordia,

per amore di Abramo tuo amico,

di Isacco tuo servo, d'Israele tuo santo,

ai quali hai parlato, promettendo di moltiplicare

la loro stirpe come le stelle del cielo,

come la sabbia sulla spiaggia del mare.

Ora invece, Signore,

noi siamo diventati più piccoli

di qualunque altra nazione,

ora siamo umiliati per tutta la terra

a causa dei nostri peccati.

Ora non abbiamo più né principe,

né capo, né profeta, né olocausto,

né sacrificio, né oblazione, né incenso,

né luogo per presentarti le primizie

e trovar misericordia.
Potessimo esser accolti con il cuore contrito

e con lo spirito umiliato,

come olocausti di montoni e di tori,

come migliaia di grassi agnelli.

Tale sia oggi il nostro sacrificio davanti a te

e ti sia gradito,

perché non c'è confusione per coloro che confidano in te.

Ora ti seguiamo con tutto il cuore,

ti temiamo e cerchiamo il tuo volto.

Fa' con noi secondo la tua clemenza,

trattaci secondo la tua benevolenza,

secondo la grandezza della tua misericordia.

Salvaci con i tuoi prodigi,

da' gloria, Signore, al tuo nome.

Siano invece confusi quanti fanno il male ai tuoi servi,

siano coperti di vergogna con tutta la loro potenza;

e sia infranta la loro forza!

Sappiano che tu sei il Signore,

il Dio unico e glorioso su tutta la terra».

### Cantico dei tre giovani
«Benedetto sei tu, Signore, Dio dei padri nostri,

degno di lode e di gloria nei secoli.

Benedetto il tuo nome glorioso e santo,

degno di lode e di gloria nei secoli.

Benedetto sei tu nel tuo tempio santo glorioso,

degno di lode e di gloria nei secoli.

Benedetto sei tu nel trono del tuo regno,

degno di lode e di gloria nei secoli.

Benedetto sei tu che penetri con lo sguardo gli abissi e siedi sui cherubini,

degno di lode e di gloria nei secoli.

Benedetto sei tu nel firmamento del cielo,

degno di lode e di gloria nei secoli.

Benedite, opere tutte del Signore, il Signore,

lodatelo ed esaltatelo nei secoli.

Benedite, angeli del Signore, il Signore,

lodatelo ed esaltatelo nei secoli.

Benedite, cieli, il Signore,

lodatelo ed esaltatelo nei secoli.

Benedite, acque tutte, che siete sopra i cieli, il Signore,

lodatelo ed esaltatelo nei secoli.

Benedite, potenze tutte del Signore, il Signore,

lodatelo ed esaltatelo nei secoli.

Benedite, sole e luna, il Signore,

lodatelo ed esaltatelo nei secoli.

Benedite, stelle del cielo, il Signore,

lodatelo ed esaltatelo nei secoli.

Benedite, piogge e rugiade, il Signore,

lodatelo ed esaltatelo nei secoli.

Benedite, o venti tutti, il Signore,

lodatelo ed esaltatelo nei secoli.

Benedite, fuoco e calore, il Signore,

lodatelo ed esaltatelo nei secoli.

Benedite, freddo e caldo, il Signore,

lodatelo ed esaltatelo nei secoli.

Benedite, rugiada e brina, il Signore,

lodatelo ed esaltatelo nei secoli.

Benedite, gelo e freddo, il Signore,

lodatelo ed esaltatelo nei secoli.

Benedite, ghiacci e nevi, il Signore,

lodatelo ed esaltatelo nei secoli.

Benedite, notti e giorni, il Signore,

lodatelo ed esaltatelo nei secoli.

Benedite, luce e tenebre, il Signore,

lodatelo ed esaltatelo nei secoli.

Benedite, folgori e nubi, il Signore,

lodatelo ed esaltatelo nei secoli.

Benedica la terra il Signore,

lo lodi e lo esalti nei secoli.

Benedite, monti e colline, il Signore,

lodatelo ed esaltatelo nei secoli.

Benedite, creature tutte che germinate sulla terra, il Signore,

lodatelo ed esaltatelo nei secoli.

Benedite, sorgenti, il Signore,

lodatelo ed esaltatelo nei secoli.

Benedite, mari e fiumi, il Signore,

lodatelo ed esaltatelo nei secoli.

Benedite, mostri marini e quanto si muove nell'acqua, il Signore,

lodatelo ed esaltatelo nei secoli.

Benedite, uccelli tutti dell'aria, il Signore,

lodatelo ed esaltatelo nei secoli.

Benedite, animali tutti, selvaggi e domestici, il Signore,

lodatelo ed esaltatelo nei secoli.

Benedite, figli dell'uomo, il Signore,

lodatelo ed esaltatelo nei secoli.

Benedica Israele il Signore,

lo lodi e lo esalti nei secoli.

Benedite, sacerdoti del Signore, il Signore,

lodatelo ed esaltatelo nei secoli.

Benedite, o servi del Signore, il Signore,

lodatelo ed esaltatelo nei secoli.

Benedite, spiriti e anime dei giusti, il Signore,

lodatelo ed esaltatelo nei secoli.

Benedite, pii e umili di cuore, il Signore,

lodatelo ed esaltatelo nei secoli.

Benedite, Anania, Azaria e Misaele, il Signore,

lodatelo ed esaltatelo nei secoli,

perché ci ha liberati dagl'inferi,

e salvati dalla mano della morte,

ci ha scampati di mezzo alla fiamma ardente,

ci ha liberati dal fuoco.

Lodate il Signore, perché egli è buono,

perché la sua grazia dura sempre.

Benedite, fedeli tutti, il Dio degli dèi,

lodatelo e celebratelo, perché la sua grazia dura sempre».

## Daniele 3 nella liturgia cattolica
Il solo cantico dei tre giovani è impiegato:
- Nell'ufficio delle lodi mattutine come cantico tra i salmi nelle domeniche e nelle altre feste;
- Come salmo responsoriale nella domenica dopo Pentecoste (SS. Trinità) (solo nel rito di Paolo VI).